# Stanisław Król (1912–1987)
Stanisław Bolesław Mieczysław Król (ur. 6 sierpnia 1912 w Lesku, zm. 6 maja 1987 w Toronto) – podpułkownik obserwator Wojska Polskiego, żołnierz Polskich Sił Powietrznych, dowódca eskadry, kawaler Złotego Krzyża Virtuti Militari.

## Życiorys
Urodził się w Lesku w województwie lwowskim. Po maturze podjął studia prawnicze na Uniwersytecie Jagiellońskim, które przerwał po roku. Ochotniczo zgłosił się do odbycia służby wojskowej w Wojsku Polskim. Został skierowany na kurs unitarny do Szkoły Podchorążych Rezerwy Artylerii, a po jego ukończeniu w 1932 r. rozpoczął naukę w Szkole Podchorążych Lotnictwa w Dęblinie. Szkołę ukończył w 1934 r. z 32. lokatą jako obserwator i został przydzielony do 21. eskadry liniowej.
W 1934 r. ukończył kurs pilota szybowcowego i samolotowego. W późniejszym okresie został przesunięty do 26. eskadry towarzyszącej, gdzie od września 1937 r. został mianowany dowódcą II plutonu. W marcu 1938 r. otrzymał awans na stopień porucznika. We wrześniu jego pluton brał udział w operacji zajęcia Zaolzia.
W składzie 26. et wziął udział w wojnie obronnej Polski. Jego pluton został przekazany do dyspozycji Grupie Operacyjnej "Śląsk". Wykonywał loty na rozpoznanie oraz na współpracę z artylerią, najczęściej w załodze z kpr. Stanisławem Talagą. Ostatni lot bojowy wykonali 17 września, kiedy to dostarczyli okolicznym jednostkom lotniczym rozkaz udania się do Kut i ewakuacji do Rumunii. 18 września, wraz z rzutem kołowym eskadry, wjechał na teren Rumunii.
Udało mu się uniknąć internowania i w październiku 1939 r. dotarł do Francji, skąd następnie przedostał się w grudniu do Wielkiej Brytanii. Otrzymał numer służbowy RAF 76613 i został przydzielony do tworzonego tam lotnictwa bombowego. W sierpniu 1940 r. ukończył szkolenie w 1 Air Observer Navigation School i został przydzielony do dywizjonu 301.
Swój pierwszy lot bojowy wykonał w nocy z 24 na 25 września 1940 r., kiedy to wszedł w skład załogi samolotu Fairey Battle (GR-P, nr L5449) bombardującego niemieckie barki desantowe w porcie Boulogne. Kolejny atak, tym razem na barki w Ostendzie, przeprowadził 12 października.
Po ukończeniu tury lotów bojowych został we wrześniu 1941 r. skierowany do 138. dywizjonu specjalnego przeznaczenia RAF specjalizującego się w lotach z zaopatrzeniem dla okupowanej Europy. 8 września znalazł się w załodze odkomenderowanej na przeszkolenie na samolocie Whitley na lotnisku Kinloss. 16 października przydzielono im do wykonania lotu do Polski samolot bombowy Halifax. W nocy z 7 na 8 listopada został członkiem czysto polskiej załogi, która wykonała pierwszy lot z zaopatrzeniem do okupowanej Polski. Transportował czterech cichociemnych (jednym z nich był por. Jan Piwnik) na placówkę odbiorczą o krypt. „Ugór” położoną w okolicach miejscowości Łyszkowice. W drodze powrotnej, z powodu oblodzenia maszyny i małego zapasu paliwa, samolot lądował przymusowo na terenie Szwecji. Załoga zniszczyła samolot i została internowana na kilka tygodni.
29 stycznia 1942 r. powrócił do Wielkiej Brytanii i już w nocy z 27 na 28 lutego poleciał do kolejnego lotu z zaopatrzeniem dla Armii Krajowej. Zrzut był planowany na placówkę „Granat” zlokalizowaną w okolicach wsi Gazomka. Z uwagi na oblodzenie maszyny i trudne warunki atmosferyczne od zrzutu nie doszło.
31 marca 1943 r. objął dowództwo nad polską eskadrą „C” w 138 dywizjonie RAF, która składała się z siedmiu załóg. W listopadzie 1943 r. eskadra usamodzielniła się, funkcjonowała jako 1586 Eskadra Specjalnego Przeznaczenia i została przebazowana do Afryki. W grudniu kolejnym miejscem stacjonowania jednostki stały się Włochy. Stanisław Król w tym czasie wykonywał liczne loty o charakterze transportowym. Zimą 1943 r. dowodzona przez niego załoga wykonywała zrzuty zaopatrzenia dla 27. Wołyńskiej Dywizji Piechoty. Poza lotami do Polski wykonywał loty do innych krajów okupowanej Europy, m.in. w nocy z 15 na 16 marca 1944 r. zrzucał zaopatrzenie w Jugosławii, z 22 na 23 marca wykonał lot nad północne Włochy. 26 marca 1944 r. z rąk gen. Kazimierza Sosnkowskiego otrzymał Złoty Krzyż Orderu Virtuti Militari. 14 czerwca zdał dowództwo 1586. ESP. Wykonał 29 loty do Polski (trwające 324 godziny) i 39 lotów do innych okupowanych krajów (trwające 260 godzin i 25 minut). W ten sposób ukończył trzecią turę lotów bojowych.
Następnym jego przydziałem był Ośrodek Zapasowy Lotnictwa, z którego przeszedł do Balkan Air Force. W 1945 r. został na krótko przydzielony do dywizjonu 301. W kwietniu rozpoczął służbę przy dowództwie 1. Bomber Group RAF. Z chwilą zakończenia wojny pozostał w PSP, został skierowany na kurs w Wyższej Szkole Lotniczej, którego nie ukończył. Przy dowództwie 91. Grupy RAF pełnił funkcję oficera łącznikowego, w maju 1946 r. trafił do 4. Personnel Holding Unit.
Służbę w Polskich Siłach Powietrznych zakończył w polskim stopniu majora i angielskim Wing Commandera, w późniejszym okresie został awansowany do stopnia podpułkownika.
Po demobilizacji nie zdecydował się na powrót do rządzonej przez komunistów Polski. Zgłosił się do Polskiego Korpusu Przysposobienia i Rozmieszczenia. Wyjechał do Kanady. 6 maja 1987 r. zmarł w Toronto i tam został pochowany.

## Ordery i odznaczenia
Za swą służbę otrzymał odznaczenia:
- Złoty Krzyż Orderu Wojennego Virtuti Militari nr 30,
- Srebrny Krzyż Orderu Wojennego Virtuti Militari,
- Krzyż Walecznych – czterokrotnie,
- Srebrny Krzyż Zasługi,
- Medal Lotniczy – trzykrotnie,
- Distinguished Service Order,
- Distinguished Flying Cross – dwukrotnie.